# Останній москаль (телесеріал)
«Оста́нній моска́ль» — український комедійний телесеріал, створений Миколою Куциком і Оленою Васильєвою. Прем'єра відбулась на телеканалі «1+1» 14 квітня 2015 року. Головні ролі в проєкті, режисером якого виступив Семен Горов, зіграли Ігор Скрипко, Юрій Горбунов, Володимир Горянський, Назар Задніпровський і Галина Безрук.
За сюжетом, молодий юнак Валера, батько якого переховується від російського слідства та мафії, шукає притулку у свого дядька Івана, що живе в маленькому гуцульському селі Великі Вуйки в Україні.
18 квітня 2016 року на каналі «1+1» відбулась прем'єра другого сезону — «Судний день». 24 грудня 2018 року на офіційній сторінці телеканалу «1+1» у соціальній мережі Instagram було оголошено про початок зйомки продовження під назвою «Останній москаль. Великі Вуйки».

## Сюжет
Російський мільйонер Дмитро Петрук повертається на батьківщину, та змушений тікати з Москви, бо його переслідує мафія і ФСБ. Він відправляє сина в глухе українське село Великі Вуйки до рідного дядечка Івана Петрука. Московський мажор Валерій закохується у місцеву красуню Ксенію і неочікувано потрапляє в різні перипетії…
Іван Петрук міркує, як позбутися племінника, і йому спадає на думку абсолютно божевільний план. Якщо вдасться цей план втілити, то всі залишаться задоволеними — і він сам, і Валерій. Між тим Іван таки написав листа своїй коханій Галині до Італії, та чи наважиться він вкинути його до поштової скриньки і чи дійде той лист до адресата — дивіться комедійний серіал «Останній москаль. Судний день».

### 1 сезон
У центрі сюжету — типовий представник «золотої молоді» Москви, син банкіра Валєра, який потрапляє в глухе й віддалене від цивілізації гуцульське село. Через батькові економічні махінації хлопець мусить ховатися від російської мафії далеко й високо в українських Карпатах, у свого дядька Івана Петрука. Через давній конфлікт з братом, Іван зовсім не радий племіннику, та під тиском односельців дозволяє тому залишитися. Але на біду всіх односельчан і дядька Івана, Валера закохується в місцеву дівчину Ксенію.

### 2 сезон. Останній москаль 2. Судний день
У другому сезоні з'являється новий образ — скандальний олігарх, брат Івана та батько Валєри Дмитро Петрук. За сюжетом, він повертається на свою батьківщину, село Великі Вуйки, щоб збудувати курорт «Вуйковель». Для будівництва потрібен підпис голови села. Але Василь Васильович Микитюк не хоче забудови в селі. Для цього Дмитро вирішує Микитюка звільнити з посади голови і призначити нового голову Штефана. Цю роботу він довіряє зробити своєму синові, але Валєра більше звертає уваги на Ксенію, ніж на батька. І тому в Карпати приїжджає Ніка, яка і Дмитру, і Дзюні допомагає посварити москаля з вчителькою. Валєра ж все ж таки вирішує допомогти Штефану виграти вибори. Щоб отримати 100 %, москаль вирішує зробити Микитюка — комуністом. А Микитюк, щоб довіра села була у нього, робить трагічну виставу з участю Іванового кума Боді — серцевий напад. Лжемайже живий, і не знає, чи доживе Василь Васильович прощається з селом. Настають вибори — Васильович виграє вибори з рахунком 1:0 на користь Микитюка, а Штефан програє. Валєра, зрозумівши, що зробить з ним батько, придумав зробити захоплення влади, за участю Дзюни та його хлопців. Але Микитюк, бачивши оборону сільради, змусив банду перейти на його сторону, а Штефан терпить фіаско. Якось Штефан дізнається про те, що якщо Микитюк засне і прокинеться — то він нічого не пам'ятає. Тоді Штефан пішов до голови і зробив погодження з головою підписати документ, який потім виявляється пустим. У Валєри дізнавшись про похід Штефана, з'явилась ідея зробити на аркуші документ про призначення головою Штефана. Штефан стає головою. Дмитро, дізнавшись про це призначення, святкує перемогу. Жителям селам не подобається новий голова, і вони роблять революцію на чолі з Микитюком. Штефан програє, а Микитюк знову голова. Дмитро, ще не знаючи про поразку Штефана, починає будувати курорт. Тим часом Іван та Галина (з Італії) одружуються, але Іван не хоче цього весілля, і Бодя допомагає йому втекти з весілля. Марічка помітила, що Бодя почав виносити речі з хати. Бодя допомагає втікачу прожити в лісі, а щоб жінка не знала про допомогу, чоловік її обманює, що Івана вкрали. Про викрадення улюбленого столяра Великих Вуйок дізналась все село. Брат Івана Дмитро вирішує напряму зв'язатися зі злочинцями. Бодя, зрозумівши, чим закінчиться його фантазія, говорить про смерть Івана. За традицією Дмитро на «похороні» брата вирішує спалити хату, а баба Орися, побачивши, як біжить Бодя, розповіла про самогубство чоловіка. Дмитро збирається спалити дім Івана, але біля хати з'являються «покійники». В цю мить починається боротьба між братами. Для вирішення справедливості призначено «судний день». Суд розглядає будівництво курорту в Великих Вуйках. На суді виникає конфлікт між Штефаном і Дмитром. Валєра преходить на сторону дядька. А на полонину приїжджає кохана братів Петруків. Вона все й вирішує: допомагає Івану виграти суд і признається, що повне ім'я племінника Петрук Валєра Іванович.

### 3 сезон. Останній москаль. Великі Вуйки
|                                                                | У новій частині глядачі переживуть із жителями села Великі Вуйки небувалу пригоду — поїздку до столиці України. |
| — зазначено на офіційній сторінці телеканалу «1+1» у Instagram | |

## У ролях
- Ігор Скрипко — Петрук Валерій Іванович, російський мажор українського походження[4].
- Юрій Горбунов — Іван Іванович Петрук, дядько Валєри / Дмитро Іванович Петрук, батько Валєри (озвучував Станіслав Боклан)
- Володимир Горянський — Василь Васильович Микитюк, голова села Великі Вуйки[5].
- Назар Задніпровський — Штефко (Штефан Аттілич Лупеску), гуцульский хлопець[6].
- Володимир Ніколаєнко — Бодя, кум Івана.
- Наталія Корецька — Марічка, дружина Боді.
- Галина Безрук — Ксенія, сільська вчителька[7].
- Ірма Вітовська — продавець сільмагу[8].
- Іван Шаран — Дзюньо, хлопець з Борислава[1].
- Тетяна Міхіна — Галина (Галла), тітка Ксені
- Ольга Сумська — Ганна (Гануся), мама Валєри
- Станіслав Боклан — Дмитро Петрук, батько Валєри (озвучення)
  - Юрій Горбунов (актор)
- Лілія Нагорна — секретарка

## Виробництво

### Розроблення
Ідея народилась у сценариста Миколи Куцика в червні 2012 року з анекдоту «москаль приїжджає в Україну». Вона перемогла у «Творчій лабораторії авторів», яку телеканал «1+1» провів серед своїх співробітників за участю режисерів британського суспільного мовника ВВС. Проєкт отримав назву «Останній москаль». У липні 2013 року почалися знімання пілотного епізоду, режисером і оператором якого виступили британці Кріс Коттем і Клайв Тікнер відповідно. 29 серпня 2014 року стало відомо, що проєкт змінив назву на «Московський родич», а його режисером і оператором стали Семен Горов і Володимир Гуєвський відповідно.
24 квітня 2015 року стало відомо, що канал «1+1» і «1+1 продакшн» розглядають можливість зйомок продовження серіалу «Останній москаль» і спецпроєктів до нього.
Наприкінці 2015 року почалися зйомки другого сезону «Останній москаль 2. Судний день». 18 квітня 2016 року на каналі «1+1» відбулась прем'єра другого сезону, де з'являється новий герой — брат-близнюк Івана та скандальний олігарх, батько Валєри Дмитро Петрук. Роль зіграв Юрій Горбунов.
24 грудня 2018 році на офіційній сторінці телеканалу «1+1» у соціальній мережі Instagram було оголошено про початок зйомки третього сезону під назвою «Останній москаль. Великі Вуйки».

### Кастинг
Спочатку головну роль отримав російський актор Олександр Головін, з яким був знятий пілотний епізод у Карпатах. Однак потім проєкт був відкладений на деякий час, і Головін вибув із акторського складу. Згодом роль отримав інший російський актор з українським корінням Ігор Скрипко.

### Знімання
Знімання розпочалися влітку 2014 року і проходили у Києві та в Національному музеї народної архітектури та побуту України в Пирогові. Також деякі кадри були зняті у Верховині та Ворохті. Закінчилися знімання у листопаді того ж року.

### Музика
У серіалі використали музику фолк-рок гурту Kozak System, зокрема з пісні «Така спокуслива». За інформацією «1+1», музикантам настільки сподобалася назва серіалу, що вони написали до нього супровід безкоштовно.

### Витік
20 квітня 2015 року в соціальній мережі «ВКонтакте» з'явились дві серії серіалу, які не виходили в ефірі телеканалу «1+1». Телеканал, обурений ситуацією, направив лист зі скаргою до адміністрації сайту.

## Назва
Пілотний епізод телесеріалу «Останній москаль» був знятий в липні 2013 року, однак на той час назва була ще не остаточною. У серпні 2014 року прес-служба каналу повідомила, що назву було змінено на «Московський родич», пояснюючи це тим, що попередня назва була робочою.
Однак на початку 2015 року «1+1 продакшн» все ж таки вирішила залишити оригінальну назву. Коментуючи це, генеральний директор «1+1 медіа» Олександр Ткаченко зазначив: «Коли цей проєкт починався два роки тому, ми нічого поганого в цю назву не вкладали. Це просто концепція стренжера, який потрапив в інше середовище. Серіал однак має символічне значення — це ще й сміх над нашими комплексами». А головний продюсер фільмів і серіалів каналу «1+1» Олена Васильєва додала: «Головна асоціація, яку мали автори сценарію зі словом „останній“ — це останній герой. Ми довго думали, яку назву лишати. Розуміємо, що не зможемо до всіх донести, що мали на увазі. Але ми вирішили лишити художній замисел авторів».

## Рейтинги
За повідомленням «Телекритики» з посиланням на ІТК, «Останній москаль» зібрав такі показники телеперегляду: за аудиторією 18-54 (Україна) рейтинг першої серії становив 10,62 %, частка ― 27,69 %, на другій серії рейтинг збільшився до 14,12 %, частка до 36,44 %. Середні показники двох серій: рейтинг ― 12,56 %, частка ― 32,57 %. За загальною аудиторією «4+, вся Україна» перші дві серії «Останнього москаля» мали в середньому рейтинг 12,57 %, частку 29,38 %.
Середні показники телеперегляду за 16 серій картини становлять: за аудиторією 18-54 (Україна) рейтинг 9,6 %, частка — 26,3 %. За сезон серіал подивились 17,6 мільйонів глядачів — це 46 % від усіх глядачів за аудиторією 4+.
За повідомленням прес-служби «1+1», серіал став найрейтинговішим продуктом на українському телебаченні за 2014—2015 рік за аудиторією «18-54, вся Україна», а також найрейтинговішим серіалом за 2009—2015 роки за цією ж аудиторією.
Відеоперегляди серіалу на сайті і Youtube каналі «1+1» за п'ять днів зібрали 3 мільйони 268 тисяч 860 переглядів. Тільки першу серію серіалу в інтернеті подивилося понад 900 тисяч чоловік. Також в день прем'єри «Останній москаль» був топ-трендовим пошуковим запитом в Україні.

## Критика
В Україні «Останній москаль» отримав низку негативної критики як серед глядачів, так і серед представників творчої інтелігенції та інших відомих людей. Глядачам не сподобались перш за все, на їхню думку, невідповідність дійсності звичаїв і мови зображених у стрічці гуцулів. Також вони вказують на те, що «москаль» показаний у більш вигідному світлі, а українці — недалекими, неосвіченими «тубільцями».
Інна Долженкова з інтернет-видання «Телекритика», яке належить до холдингу «1+1 медіа», позитивно оцінила серіал, відзначивши відсутність архаїки, чудовий акторський склад та висміювання стереотипів.
Анастасія Лісіцина (російське інтернет-видання «Газета.Ru») негативно оцінила серіал, назвавши його слабким, переповненим кліше та з поганою грою акторів, окрім двох головних.
Віталій Боримський з інформаційно-аналітичного порталу «Хвиля» піддав серіал різкій критиці у своїй статті.
Не соромився в гострій оцінці й журналіст Дмитро Щербина, який у газеті «Слово Просвіти» охарактеризував серіал як «відверте лайно, яке принижує українців», відзначивши, що подібні стрічки можуть зацікавити хіба що обмежених домогосподарок, школярів, представників суспільства споживачів та україноненависників, щоб мати черговий привід посміятися над «тупими хохлами».